# Het kasteel van Sinterklaas & de bonte wensballon
Het kasteel van Sinterklaas & de bonte wensballon is een Nederlandse kinderserie over de avonturen van Sinterklaas en zijn Pieten die in 2014 werd uitgezonden door Pebble TV. De serie is opgenomen in het kasteel van Helmond.

## Samenvatting
Sinterklaas ontvangt een brief van Eefje die een bijzondere wens heeft. Deze wens is zo moeilijk dat deze onmogelijk lijkt. Ondertussen wordt Huismeesterpiet door een onbekende reden ziek
en worden zijn taken overgenomen door Rommelpiet. De andere pieten zijn het hier niet mee eens want sinds zij aan de leiding gaat is het een rommel in het kasteel. Sinterklaas krijgt bezoek
van Willem de Schipper, die komt solliciteren. Maar Willem blijkt het puzzelstuk voor de wens van Eefje.

## Rolverdeling
| Acteur              | Personage          |
| ------------------- | ------------------ |
| Lex Coolen          | Sinterklaas        |
| Saar Koningsberger  | Rommelpiet         |
| Sven de Wijn        | Kasteelpiet        |
| Peter Nuninga       | Huismeesterpiet    |
| Marieke Westenenk   | Twitterpiet        |
| Maaike Bakker       | Eefje              |
| Johan van Genechten | Willem de Schipper |
| Eric Slaats         | Hoofdpiet          |
| Rob Geus            | Zichzelf           |
| Dirk Scheele        | Zichzelf           |
| Ricardo Gerritsen   | Dr. Prikjes        |